# Penetrantia parva
Penetrantia parva är en mossdjursart som beskrevs av Silén 1946. Penetrantia parva ingår i släktet Penetrantia och familjen Penetrantiidae. Inga underarter finns listade i Catalogue of Life.